# 王嫚萱
王嫚萱（1982年12月27日—），原名王湘瑩，藝名為湘瑩、嫚萱，臺灣女藝人。

## 主持作品
| 播出頻道   | 節目名稱         | 備註               |
| 中視       | 我猜我猜我猜猜猜 | 減肥美女單元       |
|            | 男人搞什麼       | 八口組之一         |
| 三立都會台 | 國光幫幫忙       | 助理主持人         |
| 中天       | 全民大悶鍋       | 舉牌女郎           |
| 中天       | 小氣大財神       | 助理主持（小惡魔） |
|            | 台灣旅行者       | 主持               |

## 電視劇
| 年份   | 播出頻道         | 劇名               | 飾演   |
| 2010年 | 台視             | 《我的完美男人》   | Linda  |
| 2013年 | 民視             | 《廉政英雄》       | 郭之筠 |
| 2014年 | 大愛電視台       | 《春暖向陽天》     | 徐秀貞 |
| 2014年 | 中視             | 《月亮上的幸福》   | 江書巧 |
| 2014年 | 公視             | 《摩鐵路之城》     | 艾蜜莉 |
| 2014年 | 台視             | 《妹妹》           | 露易莎 |
| 2015年 | 三立台灣台       | 《珍珠人生》       | 王芬蘭 |
| 2015年 | 衛視中文台       | 《聶小倩》         | 林梅仙 |
| 2016年 | 大愛電視台       | 《我和我母親》     | 李愛珍 |
| 2017年 | 大愛電視台       | 《清風無痕》       | 熊欣華 |
| 2018年 | 大愛電視台       | 《同學，早安！》   | 楊招治 |
| 2020年 | 大愛電視台       | 《大林學校》       | 張麗娟 |
| 2020年 | 台視             | 《四月望雨》       | 花千惠 |
| 2020年 | 大愛電視台       | 《我在你心裡》     | 黃春蘭 |
| 2021年 | 大愛電視台       | 《姊姊向前衝》     | 龔小玲 |
| 2021年 | 大愛電視台       | 《阿芬的幸福修練》 | 蔡秀美 |
| 2022年 | 三立台灣台       | 《一家團圓》       | 蔣憶琪 |
| 2023年 | 大愛電視台       | 《搜尋者》         | 林美珠 |
| 2024年 | 華視、公視台語台 | 《無罪推定》       | 瓊文   |
| 2025年 | 大愛電視台       | 《生日快樂》       | 郭富秋 |
| 2025年 | 大愛電視台       | 《日日好食光》     |        |
|        | 華視             | 莒光園地           |        |

### 微電影
| 年份   | 片名                 | 飾演 |
| 2013年 | 《倆個人如果在一起》 | 護士 |
| 2015年 | 《神廚俠侶》         |      |
| 2016年 | 《我的狐仙女友》     |      |

## 電影
- 2014年《黑白》

### MV
- 夜電 Girls Power（Makiyo最新專輯）

## 綜藝節目
- 民視 綜藝大集合
- 三立都會台 綜藝大熱門
- 中天綜合台、中天娛樂台 小明星大跟班
- 中視 飢餓遊戲
- 天天樂財神
- 麻辣天后傳
- 綜藝玩很大
- 華視 天才衝衝衝
- 挑戰吧！大神

## 外部連結
- 王嫚萱（湘瑩）的Facebook專頁
- 王嫚萱就是王湘瑩的新浪微博